# Театр кіно імені Тараса Шевченка
Театр кіно імені Т. Г. Шевченка — перший багатозальний кінотеатр в Україні, розташований на Театральній площі міста Донецьк. 

## Історія
Будинок кінотеатру побудований з 1937 до 1939 року за проектом архітектора Леоніда Теплицького (1906-1943). Головний фасад будинку оформлений арковою лоджією висотою у два поверхи. Відкритий був  6 вересня 1939 року. В 1968 році кінотеатр був реконструйований за проектом архітектора Альвіана Страшнова. До реконструкції мав три зали на 1400 глядачів. У 1999 році, до Дня міста будинок театру було відреставровано. Зараз у кінотеатрі діють 2 зали для глядачів — звичайний і зі стереозвуком, інші 2 здані в оренду.
Пам'ятка архітектури місцевого значення.
Входить до архітектурного ансамблю Театральної площі.
У вестибюлі розміщений монумент Тараса Григоровича Шевченка, у вигляді напівлежачої відпочиваючої фігури.

## Світлини театру

Кінотеатр імені Т. Г. Шевченка
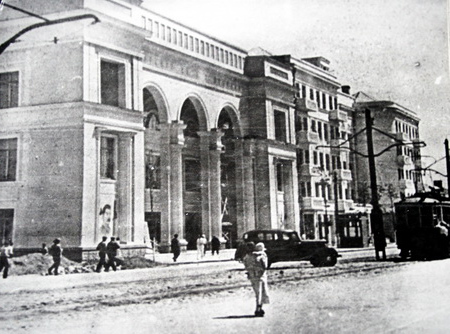
1939. Щойно відкритий кінотеатр Шевченка.
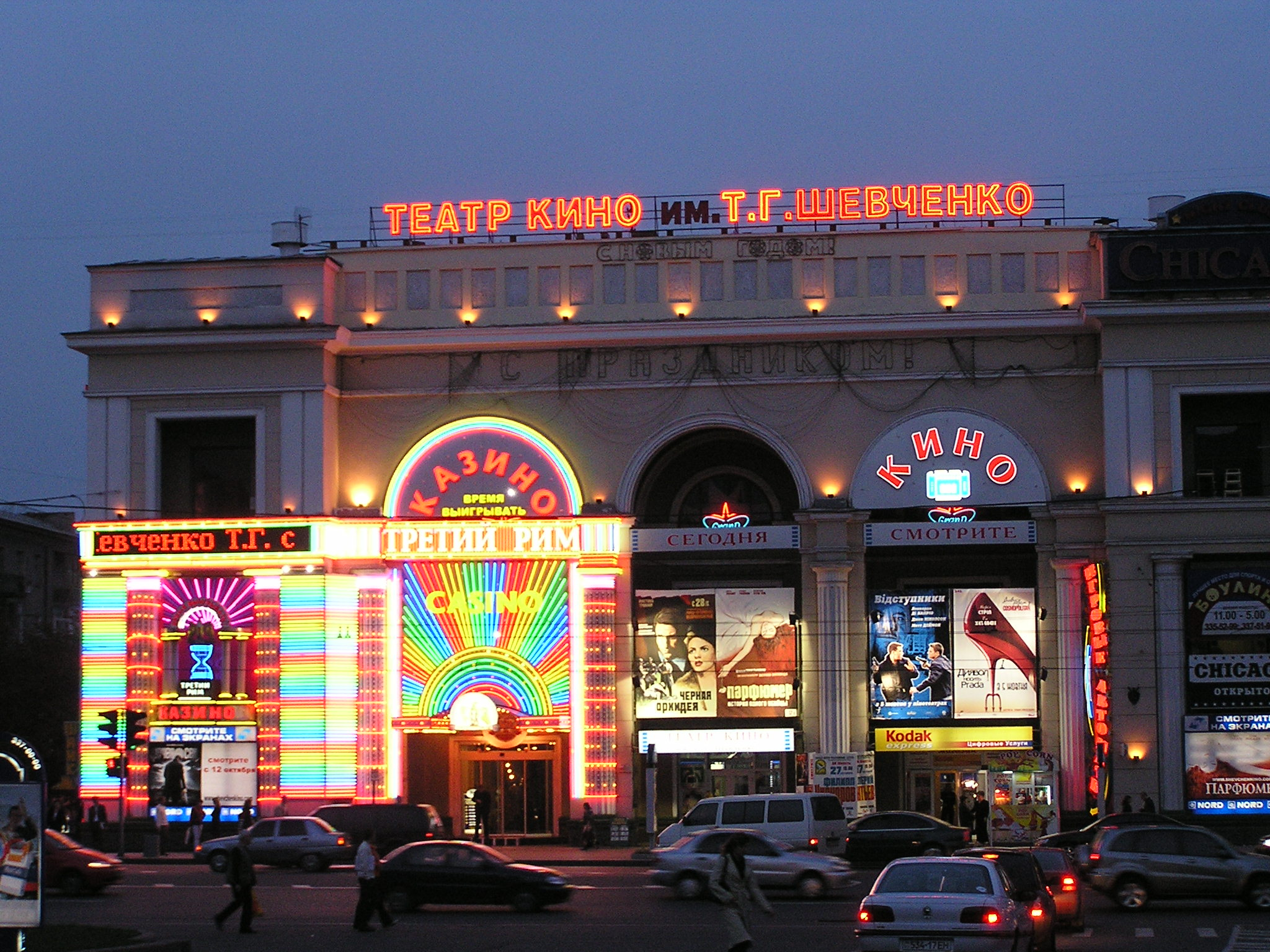
Кінотеатр Шевченка вночі.
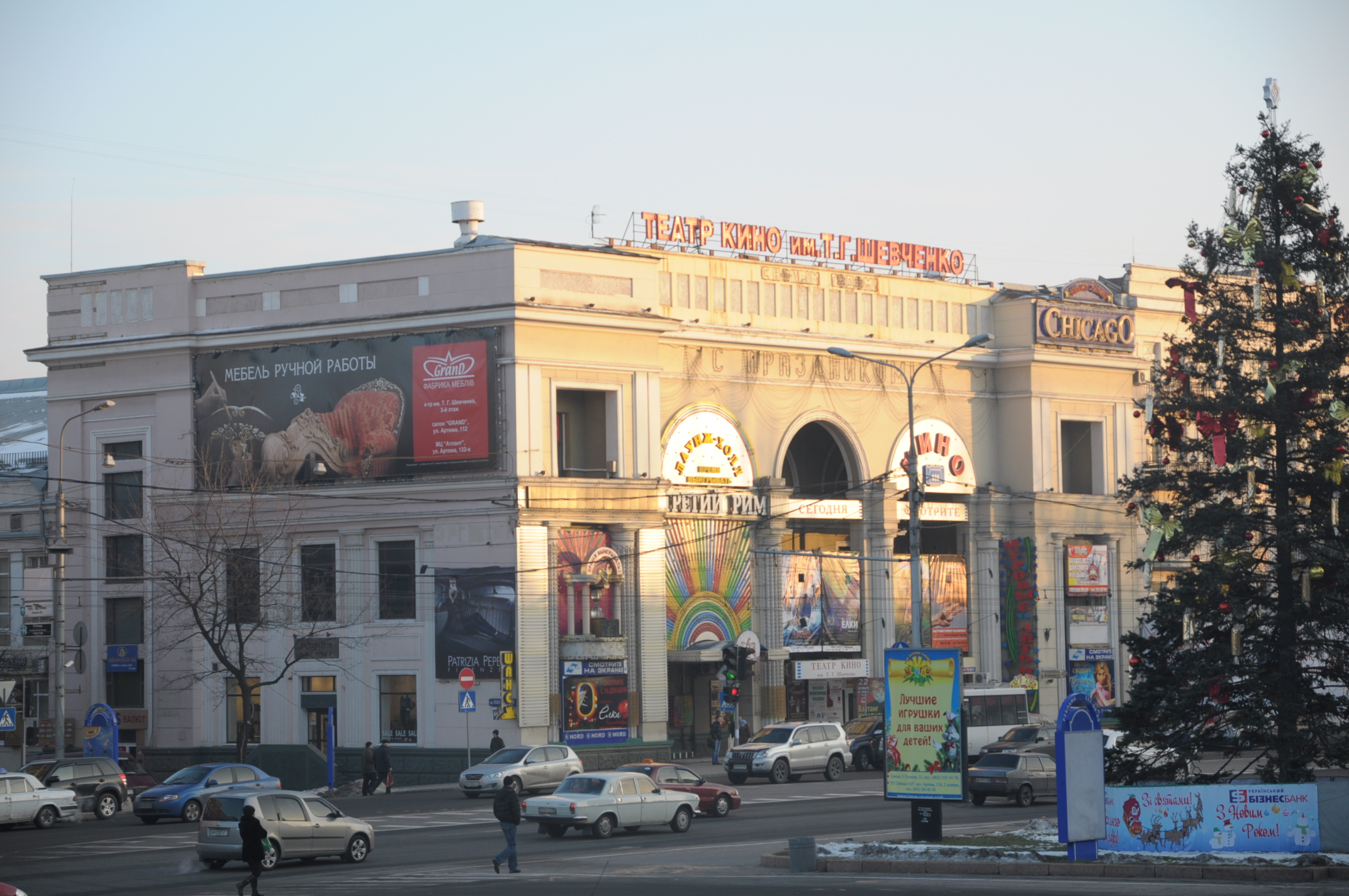
2010 рік
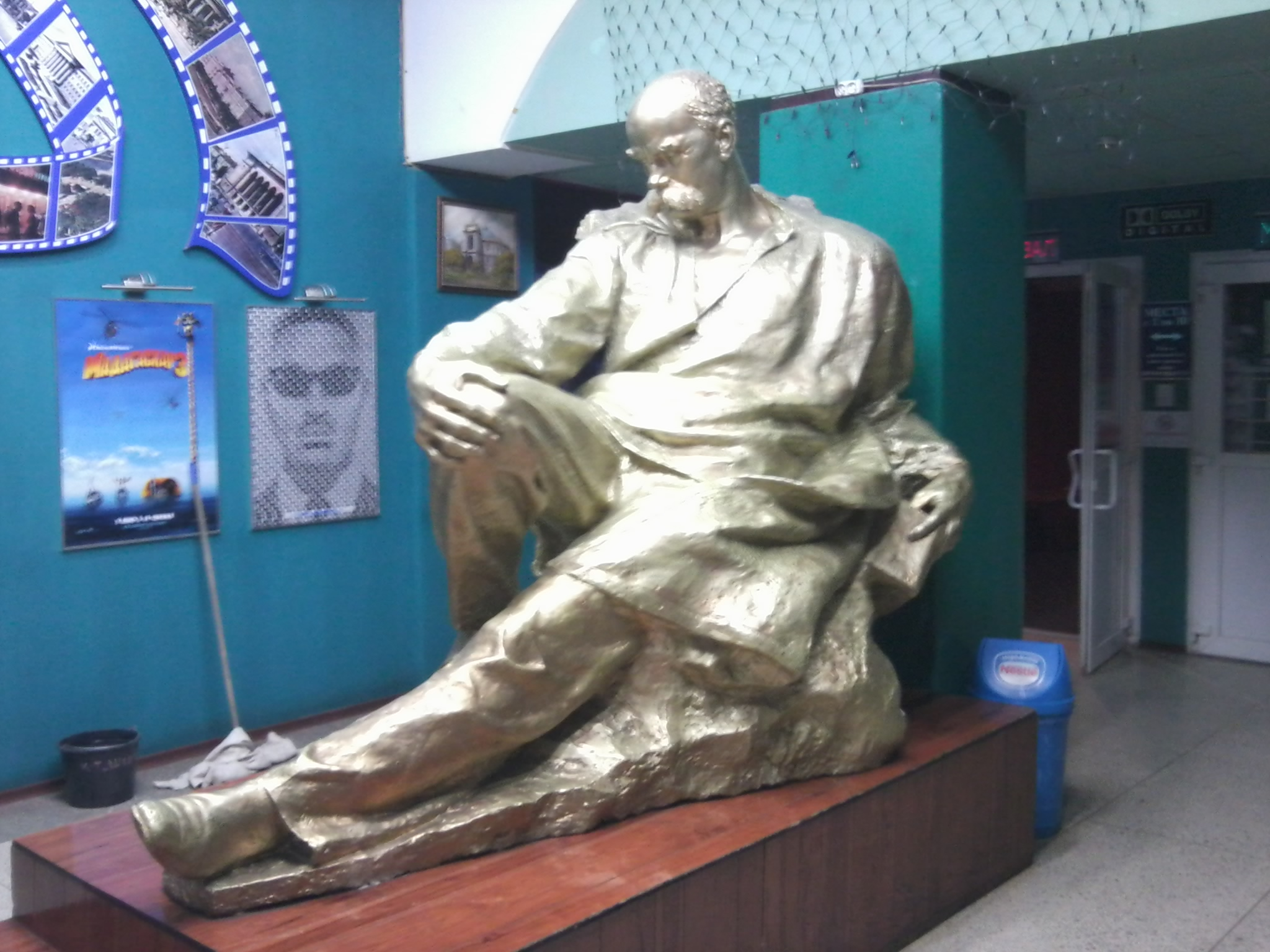
Пам'ятник Т.Г.Шевченку в кінотеатрі